# مشعل الحربي
مشعل سيد الحربي (وُلِد في 29 يناير 1975) هو عداء كويتي. تنافس في سباق التتابع 4 × 400 متر للرجال في دورة الألعاب الأولمبية الصيفية 2000.
بدأ الحربي المنافسة الدولية في بطولة مجلس التعاون الخليجي لألعاب القوى عام 1998، وحصل على الميدالية البرونزية. شارك في عدد من المسابقات الأخرى رفيعة المستوى في عام 1998، من ضمنها تحقيق المركز الرابع ضمن الفريق الكويتي في سباق 4 × 400 متر في دورة الألعاب الآسيوية عام 1998.
حقق الحربي في بطولة مجلس التعاون لألعاب القوى عام 2000 على المركز الخامس في سباق 200 متر، حيث قطع المسافة في زمن قدره 21.44 ثانية في مواجهة الرياح. في بطولة آسيا لألعاب القوى 2000 4 × 400 متر، شارك الحربي في المرحلة الثانية لفريق الكويت الذي احتل المركز الرابع أيضًا. فاز بسباق 400 متر كضيف في بطولة ألعاب القوى السنغافورية لعام 2000، مما أهله لتمثيل بلده الكويت في دورة الألعاب الأولمبية الصيفية لعام 2000 في سباق 4 × 400 متر. استُبعَد الفريق في الجولة الأولى.
حقق الحربي أفضل رقم شخصي له وهو 46.05 ثانية في سباق 400 متر في 30 يونيو 2001 في دورة الألعاب العسكرية الدولية في بيروت. وفي النهاية تمكن من تسجيل علامات في بطولة عالمية في ذلك العام، حيث تأهل لبطولة العالم لألعاب القوى داخل الصالات في لشبونة 2001 في التتابع وبطولة العالم لألعاب القوى في إدمونتون 2001 فرديًا في سباق 400 متر. وفي التتابع داخل الصالات، ركض الحربي في المرحلة الثالثة لفريق الكويت الذي احتل المركز الثالث في تصفياته برقم قياسي وطني بلغ 3:14.14. وفي سباق 400 متر فردي، احتل الحربي المركز السادس في تصفياته مُسجلاً 48.19 ثانية.
واصل الحربي التنافس دولياً حتى عام 2004.